# Leopoldo da Gaiche
Leopoldo da Gaiche, al secolo Giovanni Croci (Gaiche di Piegaro, 30 ottobre 1732 – Monteluco, 2 aprile 1815), è stato un presbitero francescano italiano, beatificato da papa Leone XIII nel 1893.

## Biografia

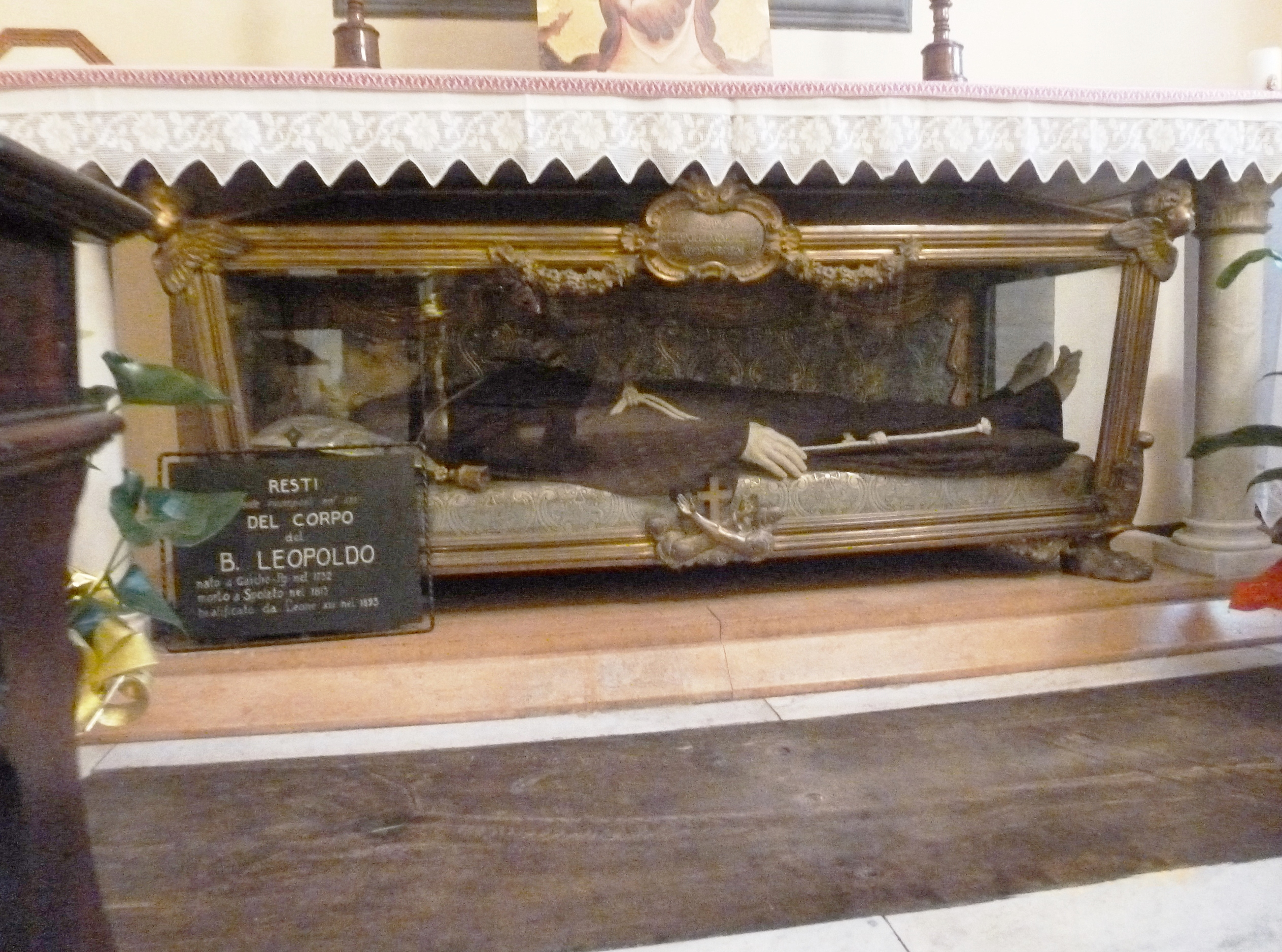
Resti del Beato Leopoldo da Gaiche - Monteluco di Spoleto

Entrò nei francescani recolletti del convento di Cibottola di Piegaro nel 1752 e nel 1757 venne ordinato sacerdote. Fu impiegato nella predicazione delle missioni popolari e svolse tale ministero in varie zone dello Stato della Chiesa: nel 1768 fu nominato missionario apostolico.
Nella sua predicazione seguiva il metodo di Leonardo da Porto Maurizio, teso a coinvolgere gli ascoltatori con una forte carica emotiva: si presentava avvolto da catene, con una corona di spine sulla testa e si flagellava recitando il Miserere.
Nel 1788 scelse il Santuario di San Francesco a Monteluco di Spoleto come ritiro spirituale di stretta osservanza. Nel 1809 tentò di cacciare le truppe napoleoniche salite sul monte a piantare l'albero della libertà, ma l'invasione napoleonica lo costrinse a lasciare il convento e ad abbandonare il suo ministero: subì anche il carcere per il suo rifiuto di aderire alla Repubblica.
Riprese a predicare dopo la Restaurazione; contribuì alla riapertura dei conventi soppressi ed eresse numerose viae crucis.
Morì a Monteluco nel 1815. Le sue spoglie riposano all'interno della chiesetta del santuario di San Francesco, ai limiti del Bosco sacro.

## Il culto
Fu dichiarato venerabile il 13 febbraio 1855 e venne beatificato da papa Leone XIII il 12 marzo 1893.
Il suo elogio si legge nel Martirologio romano al 2 aprile.
(Martirologio Romano)